# Abundio Antonelli
Abundio Antonelli (Viterbo?, 1575 - Roma?, 1613) fou un compositor italià.
Desenvolupà el càrrec de mestre de capella episcopal de Benevento i de Sant Joan del Laterà (1 de juny de 1611 fins 20 de juliol de 1613). Pertanyia a l'escola romana, i de les seves obres, misses, salms, motets, etc., se'n publicà una volum (1623).